# Уорд, Джек
Джек Уорд или Джон Уорд (после принятия ислама — Юсуф-Реис; 1553-1622) — английский пират, затем османский капер и моряк-капитан, который является прототипом образа капитана Джека Воробья.

## Биография
Родился в 1553 году в графстве Кент в семье бедного рыбака. С ранних лет начал рыбачить, помогая отцу. Несколько лет спустя Уорд со своими друзьями становится пиратом и начинает захватывать испанские корабли. В 1603 году Испания и Англия заключают договор, согласно которому правительство Англии запрещало Джеку и другим морякам захватывать корабли Испании. Некоторые моряки отказываются исполнять договор, и со стороны правительства обвиняются в пиратстве. Но Джек Уорд предпочитает повиноваться приказу, и опять начинает рыбачить, служит в Королевском Флоте Англии. Позже сбегает с флота и грабит корабли Испании. В 1604 году капитан Джек Уорд приходит в Тунис.
Просил королевского помилования, но получил отказ от короля Англии Джеймса I и вернулся в Тунис. Османский офицер Кара Осман-бей защитил его, Уорд обратился в ислам со всей своей командой и изменил свое имя на Юсуф Реис.
Умер в 1622 году в Тунисе от чумы.